# Joe Bambrick

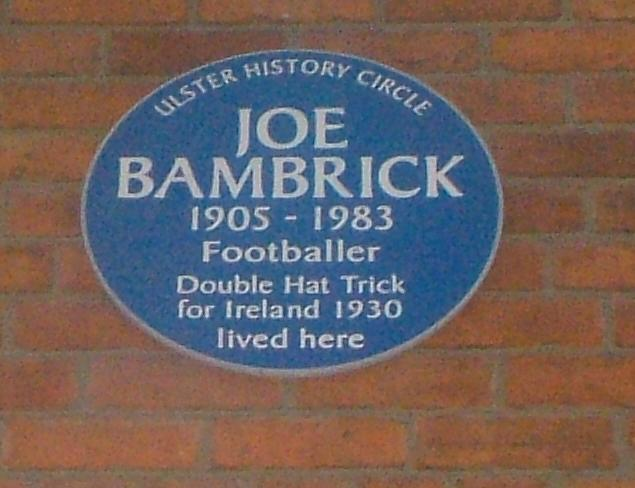
plaketa J. Bambrickovy na domě, kde bydlel

Joseph Gardiner Absolom Bambrick (3. listopadu 1905, Belfast – 13. října 1983, tamtéž) byl severoirský fotbalový útočník, hráč Glentoran FC (1926–1927), Linfield FC (1927–1932, 286 gólů v 183 zápasech), Chelsea FC (1935–1938) a Walsall FC (1938–1939). Reprezentoval Irsko (12 gólů v 11 zápasech, včetně 6 gólů proti Walesu) a NIFL Premiership.
V roce 1939 ukončil v Walsall kariéru.
V sezóně 1942/43 hrál County Antrim Shield za Linfield a vstřelil svůj poslední gól.